# Abrostola obscura
Abrostola obscura là một loài bướm đêm trong họ Noctuidae.